# Rachel Treweek
Rachel Treweek (Broxbourne, 4 febbraio 1963) è una teologa e vescovo anglicano inglese, titolare della sede di Gloucester dal 2015, prima donna vescovo diocesano della Chiesa d'Inghilterra.

## Biografia

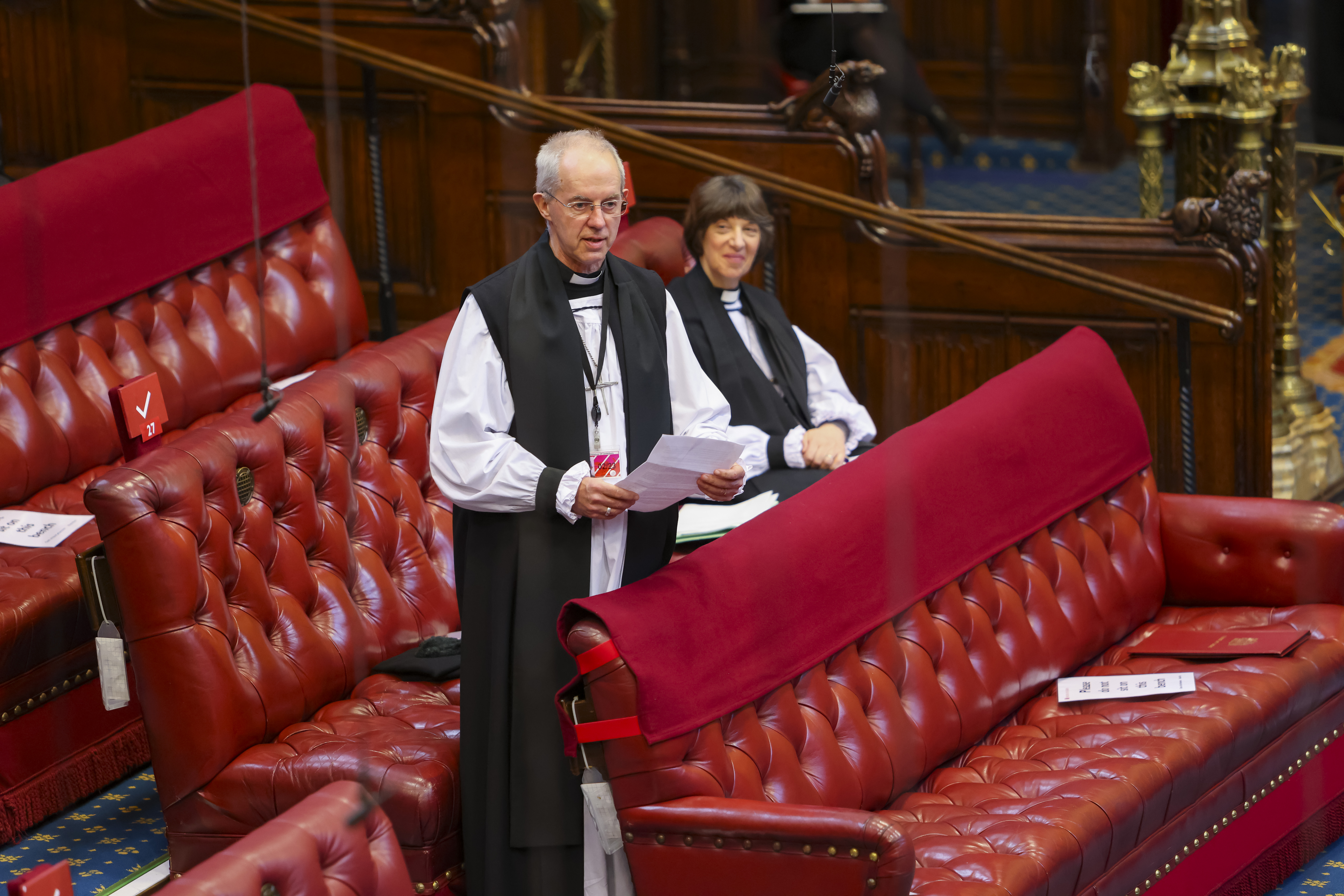
Rachel Treweek nella Camera dei lord accanto all'arcivescovo di Canterbury Justin Welby nel 2021

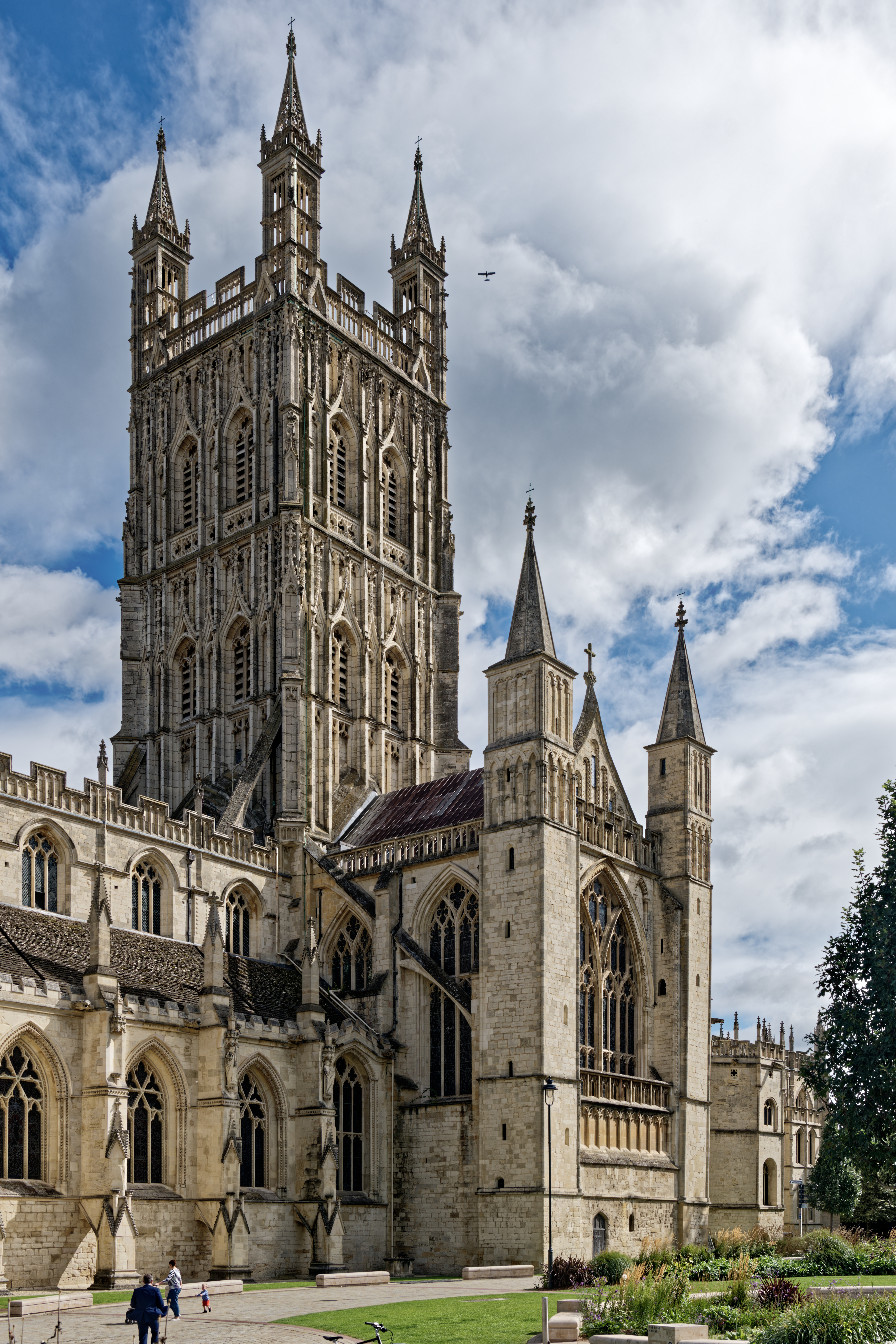
Cattedrale di Gloucester

Rachel Treweek, nata Rachel Montgomery, è una teologa anglicana britannica. Ha frequentato l'Università di Reading dove ha conseguito una laurea in linguistica e patologia del linguaggio. Ha lavorato poi come logopedista pediatrica diventatando responsabile clinica per logopedisti pediatrici nei centri sanitari di tre autorità sanitarie del nord di Londra. Ha frequentato il collegio teologico Wycliffe Hall dell'Università di Oxford della chiesa d'Inghilterra conseguendo il titolo in teologia e nel 1994 è stata ordinata nel ruolo ecclesiatico. Come Vescovo di Gloucester ha lanciato due campagne riconosciute a livello nazionale e internazionale per sensibilizzare sulle problematiche dei giovani e per sostenere le donne più vulnerabili nella comunità. Nella Camera dei Lord si è interessata delle prigioni di Sua Maestà in Inghilterra e Galles.

## Vescovo di Gloucester
Rachel Treweek è stata ordinata insieme a Sarah Mullally, le prime donne ad essere ordinate vescovo nella Cattedrale di in Canterbury. Il 26 marzo 2015 è stata consacrata come 41° vescovo di Gloucester nel 2015.
In precedenza aveva avuto le cariche seguenti:
- Arcidiacono di Hackney dal 2011 al 15 giugno 2015.[4]
- Arcidiacono di Northolt dal 14 maggio 2006 al 2011.[4]

Inoltre è membro della Camera dei lord come prima donna Lord spirituale dal 26 ottobre 2015.

## Pubblicazioni
Il suo primo libro Encounters Jesus è stato pubblicato nel 2020 ed è una serie di riflessioni che collegano gli incontri evangelici tra Gesù Cristo e coloro che ha incontrato, con persone e luoghi nel suo viaggio personale con Dio.